# Litoria umarensis
A Litoria umarensis a kétéltűek (Amphibia) osztályának békák (Anura) rendjébe, a Pelodryadidae családba, azon belül a Pelodryadinae alcsaládba tartozó faj.

## Előfordulása
A faj Indonézia Papua tartományának endemikus faja. Természetes élőhelye a szubtrópusi vagy trópusi nedves síkvidéki erdők, szubtrópusi vagy trópusi mocsarak, bozótos vizes területek, lepusztult erdők. nedves hegyvidéki erdők, mocsarak.